# Jane Harvey
Jane Harvey, geboren als Phyllis Taff (Jersey City, 6 januari 1925 – Los Angeles, 15 augustus 2013), was een Amerikaans jazzzangeres.

## Levensloop
Ze begon haar carrière met optredens in Café Society in New York. Later nam ze samen met het orkest van Benny Goodman nummers op als You brought a new kind of love to me, Close as pages in a book, Up in Central Park en Only another boy and girl.
Harvey werkte ook samen met onder meer Duke Ellington, met wie ze het nummer A hundred dreams from now produceerde, en met Desi Arnaz, met wie ze A rainy night in Rio en Mi Vida maakte.
In 1950 maakt ze haar debuut op Broadway in de Harold Rome-musical Bless You All met Pearl Bailey.
In 2011 trad ze weer even op bij Feinstein's in New York en in de Catalina Jazz Club in Hollywood. Ze werkte aan de promotie van een nieuwe cd met verzameld werk en ook nieuw materiaal (met gitarist Les Paul).
Harvey was getrouwd met platenproducer Bob Thiele en William King. Ze overleed thuis na een lange strijd tegen kanker.